# Balliang
Balliang är en ort i Australien. Den ligger i kommunerna City of Greater Geelong och Shire of Moorabool i delstaten Victoria, omkring 40 kilometer norr om Geelong och 70 kilometer väster om Melbourne. Antalet invånare var 254 vid folkräkningen 2021.